# Caerlaverock Castle
Caerlaverock Castle is een kasteel in de regio Dumfries and Galloway in het zuidwesten van Schotland.

## Geschiedenis
Rond 950 had de heer van Nithsdale een fort gebouwd vlak bij de locatie van het huidige kasteel. In 1220 kwam het gebied in handen van John Maxwell, die het kreeg als geschenk van Alexander II van Schotland. John Maxwell bouwde op de locatie van het fort het eerste kasteel. Deze locatie bleek echter ongeschikt; het gebied was te drassig, waardoor het kasteel niet verder uit te breiden was en bovendien waren er ook overstromingen.
Rond 1270 week men daarom uit naar de huidige locatie voor een nieuw kasteel, tweehonderd meter verderop. John Maxwell, was inmiddels opgevolgd door zijn neef Herbert Maxwell. Deze Herbert Maxwell, was een van de edelen die betrokken was bij de keuze van de opvolger van Margaretha, jonkvrouw van Noorwegen. Dit werd John Balliol. In 1296 trok Eduard I van Engeland Schotland binnen, waarbij Caerlaverock, strategisch in het grensgebied gelegen, kort erop ook betrokken raakte in de oorlog.

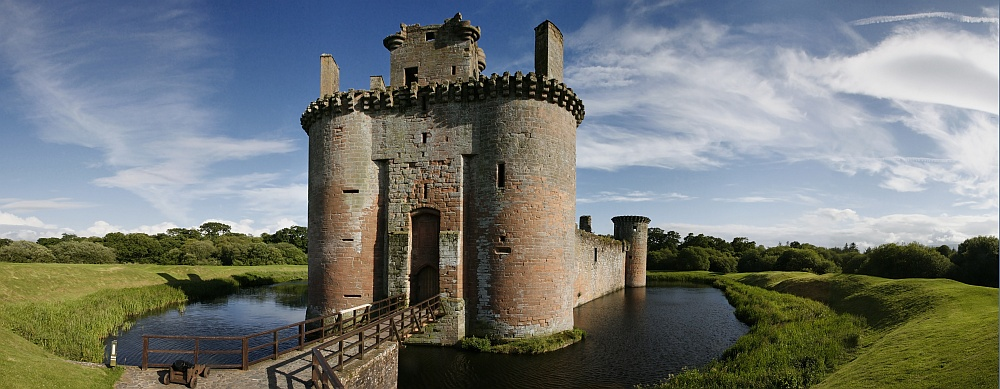
De noordzijde van Caerlaverock Castle, met het poortgebouw vooraan en Murdoch's Tower aan de rechterzijde

In 1300 begon de belegering door de Engelsen. Een nauwkeurig verslag van de belegering, opgeschreven door een heraut in het Engelse leger, is bewaard gebleven. Het Engelse leger bestond uit 87 ridders en 3.000 soldaten. Herbert Maxwell verbleef op dat moment niet in Caerlaverock Castle en de verdediging viel daardoor in handen van Robert de Cunningham. Er waren slechts 60 soldaten in het kasteel aanwezig. Twee dagen nadat de belegeringsmachines gearriveerd waren, gaven de soldaten van Caerlaverock Castle zich over. Het kasteel bleef in handen van de Maxwells, die trouw zwoeren aan de Engelsen.
In 1312 sloot Eustace Maxwell zich weer aan bij Schotland. Na het weerstaan van een belegering door de Engelsen, kreeg hij van Robert I van Schotland de opdracht het kasteel te verlaten en te verwoesten. Dit om te voorkomen dat het een bruikbaar kasteel in handen van de Engelsen zou worden. In 1332 betrok Eustace Maxwell het kasteel opnieuw en repareerde het. Rond 1356 werd het kasteel wederom verwoest, waarbij rond 1370 weer begonnen werd met de wederopbouw.
In 1542 verbleef Jacobus V van Schotland in het kasteel, vooraf aan de Slag bij Solway Moss. De Schotten werden verslagen in die slag en Robert Maxwell werd gevangengenomen. Het kasteel viel gedurende een jaar weer in handen van de Engelsen.
In 1603 werd Jacobus VI van Schotland ook koning van Engeland, onder de naam Jacobus I. De katholieke Robert Maxwell was een trouw volgeling van de koning. In 1640 ontstond een opstand onder vele Schotten. De opstandelingen belegerden Caerlaverock Castle gedurende twaalf weken, waarna Robert Maxwell zich overgaf. Het kasteel werd verlaten en verloor zijn nut.

## Bouw

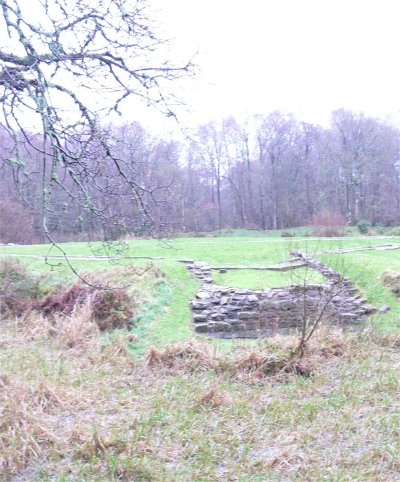
De fundamenten van het oude kasteel

Het kasteel heeft een bijzondere bouw; de plattegrond heeft de vorm van een driehoek, met het poortgebouw in de noordelijke hoekpunt. Het kasteel wordt omgeven door een gracht.
Het poortgebouw bestaat uit twee torens, met daartussen de ingang. Hiervoor bevond zich een ophaalbrug, tegenwoordig een vaste brug.
De vleugel aan de oostelijke zijde wordt ook wel Nithsdale Lodgings genoemd, aangezien de bouwer, Robert Maxwell, de eerste graaf van Nithsdale was. De bouw was in 1634 compleet. Deze vleugel heeft grote ramen en gedetailleerd beeldhouwwerk boven de ramen.
De westelijke vleugel stamt voor een deel nog uit de dertiende eeuw. Het grootste gedeelte is echter van rondom 1450. Aan weerszijden van de zuidelijke vleugel stonden twee torens, waarvan de oostelijke bijna geheel verwoest is. Ook de zuidvleugel zelf is bijna geheel verwoest, vermoedelijk kort na de overgave van het kasteel in 1640. De westelijke toren wordt de Murdoch's Tower genoemd. In deze toren zou volgens de overlevering, hertog Murdoch van Albany, neef van Jacobus I van Schotland, gevangen hebben gezeten in 1425. Murdoch werd op 25 mei 1425 te Stirling geëxecuteerd.

## Het oude kasteel
In de bossen ten zuiden van het kasteel, bevinden zich 200 meter verderop de fundamenten van het eerste fort, gebouwd rondom 950. Dit fort had aanvankelijk een houten palissade, maar deze werd in 1250 vervangen door een stenen muur, met vierkante torens op drie van de vier hoeken.

## Beheer
Caerlaverock Castle wordt beheerd door Historic Environment Scotland.